# Anna Sjöström
Anna Sjöström, née le 23 avril 1977 à Skellefteå, est une footballeuse suédoise évoluant au poste d'attaquant.

## Biographie

### Carrière en club
Anna Sjöström évolue toute sa carrière à l'Umeå IK, de 1997 à 2006.

### Carrière en sélection
Anna Sjöström  fait ses débuts en équipe de Suède féminine de football le 12 janvier 2001 contre la Norvège. Elle joue la Coupe du monde 2003, les Jeux olympiques de 2004 et le Championnat d'Europe 2005.
Elle compte au total 67 sélections avec l'équipe de Suède, marquant à sept reprises.

## Palmarès

### En club
Umeå IK
- Coupe féminine de l'UEFA
  - Vainqueur : 2003 et 2004.
  - Finaliste : 2002.

- Championnat de Suède
  - Champion : 2000, 2001, 2002, 2005 et 2006.
  - Vice-champion : 2003 et 2004.

- Coupe de Suède
  - Vainqueur : 2001, 2002 et 2003.
  - Finaliste : 2004, 2005 et 2006.

### En sélection
Suède
- Coupe du monde
  - Finaliste : 2003